# Glaucina semidura
Glaucina semidura är en fjärilsart som beskrevs av Frederick H. Rindge 1976. Glaucina semidura ingår i släktet Glaucina och familjen mätare. Inga underarter finns listade i Catalogue of Life.